# Karl Ludwig Kannegießer
Karl Friedrich Ludwig Kannegießer, född 9 maj 1781 i Wendemark vid Stendal, död 14 september 1861 i Berlin, var en tysk skriftställare. 
Kannegießer gjorde sig ett namn som översättare från såväl klassiska som moderna språk (även svenska) och särskilt för sin tolkning av Dante Alighieris Divina Commedia (1809–1821), till vilken han även skrev en kommentar.